# Batalla de Bosra (2015)
La batalla de Bosra se refiere a la operación militar lanzada por los rebeldes sirios durante la guerra civil siria, principalmente para capturar la ciudad de Bosra. Se llevó a cabo del 20 al 25 de marzo de 2015. Terminó con la captura de la ciudad de Bosra por los rebeldes sirios.

## Batalla

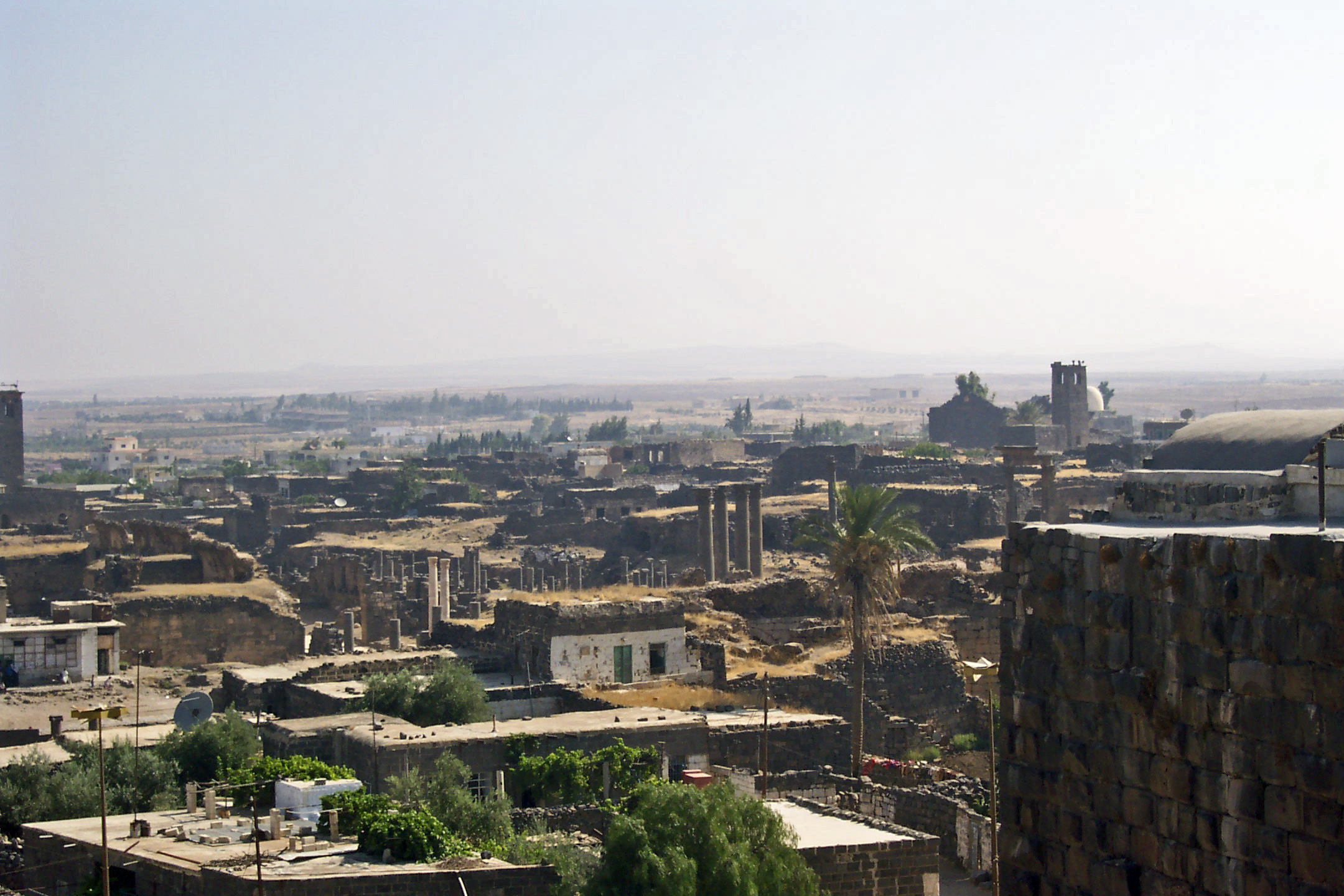
Borsa tras la batalla.

El 20 de marzo de 2015, los rebeldes sirios del Frente del Sur atacaron a la antigua ciudad de Bosra, inscrita en el Patrimonio mundial de la UNESCO y famosa por su teatro romano y ruinas cristianas.
El 21 de marzo de 2015, la ofensiva fue lanzada por los rebeldes sobre la posición del ejército sirio y los alrededores de Bosra.
El 24 de marzo de 2015, los rebeldes avanzaron hacia el pueblo y sitiaron a un número de soldados en la antigua ciudadela, lo cual el ejército resolvió después de un contraataque. La fuerza aérea siria lanzó 10 misiles sobre la ciudad, mientras 30 bombas fueron también lanzadas ese día. El ejército también disparó cohetes en las cercanías del hospital Maaraba, donde los rebeldes heridos eran atendidos.
En la mañana del 25 de marzo, después de cuatro días de combates, los rebeldes se apoderaron de la totalidad de Bosra, respaldados por la facción islámica capturando la ciudad y sus sitios arqueológicos. Según las fuentes pro-gobierno, el ejército y las unidades de milicia se retiraron de sus posiciones en la ciudad debido a que los refuerzos no fueron desplegados. Los atacantes también se enfrentaron a una milicia de las Fuerzas nacionales de defensa y los Comités populares de defensa de los barrios de chiíes, que representan casi la mitad de la ciudad.
Las pérdidas de los rebeldes resultaron en 21 muertos, según el Observatorio Sirio de Derechos Humanos (OSDH).
Los rebeldes continuaron su progreso en los días posteriores. El 1 de abril, y capturaron Nassib, la última frontera con Jordania , que estaba todavía en manos del régimen.